# 충청북도의 시내버스
충청북도의 시내버스는 충청북도를 주관으로 담당하는 시내버스로 총 180개의 시내버스와 시외버스 업체로 구성되어 있다.
좌석과 천연가스버스는 청주,증평만 운행하며 모든시군의 버스도색은 똑같다.저상및전기는 청주,증평.음성,진천,제천만있다.(청주급행은 제외)

## 권역
- 청주시 - 청주시의 시내버스
- 충주시 - 충주시의 시내버스
- 제천시 - 제천시의 시내버스

같이 보기
- 괴산군, 증평군 - 괴산·증평군의 농어촌버스
- 단양군 - 단양군의 농어촌버스
- 보은군 - 보은군의 농어촌버스
- 영동군 - 영동군의 농어촌버스
- 옥천군 - 옥천군의 농어촌버스
- 음성군 - 음성군의 농어촌버스
- 진천군 - 진천군의 농어촌버스